# Моліна-де-Сегура
Моліна-де-Сегура (ісп. Molina de Segura) — муніципалітет в Іспанії, у складі автономної спільноти Мурсія. Населення — 65 815 осіб (2010).
Муніципалітет розташований на відстані близько 340 км на південний схід від Мадрида, 10 км на північний захід від Мурсії.
На території муніципалітету розташовані такі населені пункти: (дані про населення за 2010 рік)
- Альбарда: 131 особа
- Кампотехар-Альта: 203 особи
- Кампотехар-Баха: 31 особа
- Комала: 114 осіб
- Ла-Еспада: 164 особи
- Фенасар: 450 осіб
- Ла-Орнера: 140 осіб
- Ла-Урона: 32 особи
- Ель-Льяно: 1846 осіб
- Моліна-де-Сегура: 46135 осіб
- Рельяно: 118 осіб
- Рібера-де-Моліна: 2193 особи
- Ромераль: 12498 осіб
- Торреальта: 1327 осіб
- Лос-Вальєнтес: 433 особи

## Демографія
Динаміка населення (INE ):

## Галерея зображень

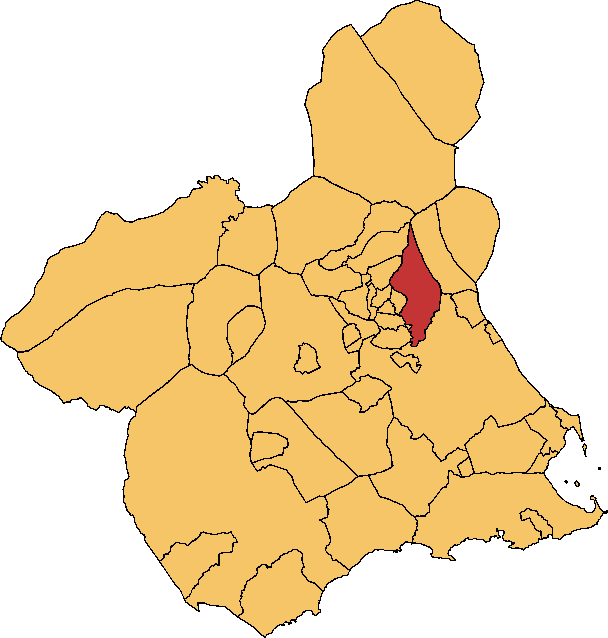
Розташування муніципалітету у провінції Мурсія